# Neues Wirtschaftswunder
Neues Wirtschaftswunder ist eine zivilgesellschaftliche Initiative, die fordert, dass im Zusammenhang mit der Covid-19-Pandemie von 2020 aufgelegte Wirtschaftsförder- und Konjunkturprogramme sich vorrangig am Ziel einer sozial-ökologischen Transformation hin zu einer nachhaltigen Welt ausrichten. Kern der Forderung ist, dass die Exit-Strategie aus den Maßnahmen zur Bekämpfung der Covid-19-Pandemie in eine grundlegende Neuordnung der Wirtschaft münden müsse.

## Entstehung und Hintergrund
Die Initiative Neues Wirtschaftswunder geht zurück auf den am 20. bis 21. März 2020 unter der Schirmherrschaft von Kanzleramtschef Helge Braun veranstalteten, bundesweiten Hackathon #WirVsVirus. Dieser hatte es sich zur Aufgabe gemacht, Menschen zur Bekämpfung der Covid-19-Pandemie zusammenzubringen und gemeinsam von zu Hause aus Lösungen zu erarbeiten. Initiiert wurde dieser Hackathon durch die Organisatoren Code for Germany, Impact Hub Berlin, Initiative D21, ProjectTogether, Prototype Fund, Social Entrepreneurship Netzwerk Deutschland und Tech4Germany.
Am Hackathon nahmen über 40.000 Teilnehmer teil. Zu den eingereichten Projekten zählten unter anderem auch die von der jetzigen Initiative Neues Wirtschaftswunder eingereichte Skizze zu gesellschaftlichen Fragestellungen, z. B. wie die im Rahmen der Covid-19-Pandemie generierten Finanzhilfen genutzt werden können, um die Erreichung des 1,5 °C Ziels des Pariser Klimaabkommens zu verwirklichen. Nach Auslaufen des Hackathons fanden sich mehrere Teams des Hackathons zusammen und gründeten die gemeinsame Initiative Neues Wirtschaftswunder.

## Ziele und Instrumente
Die Initiative Neues Wirtschaftswunder widmet sich primär der Fragestellung, wie zukünftige wirtschaftspolitische Maßnahmen genutzt werden können, eine sozial-ökologische Transformation der Wirtschaft zu erreichen und das gesellschaftliche Umdenken, das sich zur Corona-Krise etablierte, weiterzutragen.
In einem Offenen Brief vom 21. April 2020 an die deutsche Bundeskanzlerin Angela Merkel, die Bundesminister und an die Abgeordneten des Deutschen Bundestags ist die Initiative an die Öffentlichkeit getreten. Erstunterzeichnende des Offenen Briefes sind u. a. B.A.U.M., Bundesvereinigung Nachhaltigkeit, Deutscher Naturschutzring, Energy Watch Group, Forum Nachhaltig Wirtschaften, Gemeinwohl-Ökonomie, GermanZero, GLS Gemeinschaftsbank, myclimate, Parents for Future, Social Impact, Triodos Bank und UnternehmensGrün.
In dem Offenen Brief fordert die Initiative zur Bewältigung der Covid-19-Krise von 2020 vor allem ein Transformationspaket, welches sich auf sieben Kernstrategien konzentrieren müsse. Dies sind
1. Drastische Reduzierung von CO2-Emissionen,
2. Einführung alternativer Zielindikatoren zur Wohlstandsmessung,
3. Klimafreundliche Ausrichtung der Staatsfinanzen,
4. Bereitstellung öffentlicher Infrastrukturausgaben primär für öffentliche, nachhaltige Projekte,
5. Bindung von Subventionen, Transfers und Kreditvergabe an die Privatwirtschaft an die Umsetzung von Klima- und Sozialkriterien,
6. Soziale Gerechtigkeit und Ausgleich als übergeordnete Aufgabe,
7. Konsequenter Auf- und Ausbau eines 100 % erneuerbaren Energiesystems als zentrale Klimaschutzmaßnahme.

Das Bedürfnis für ein neues Wirtschaftswunder und dessen Kernaussagen fanden bereits vor Veröffentlichung des Offenen Briefes einen Resonanzraum.
Weitere Instrumente der Initiative Neues Wirtschaftswunder sind eine Petition an den Deutschen Bundestag, eine eigene Webseite und ein Videoclip, der mehrere Personen zu Wort kommen lässt, die die Position von Neues Wirtschaftswunder erläutern.